# Sanisette

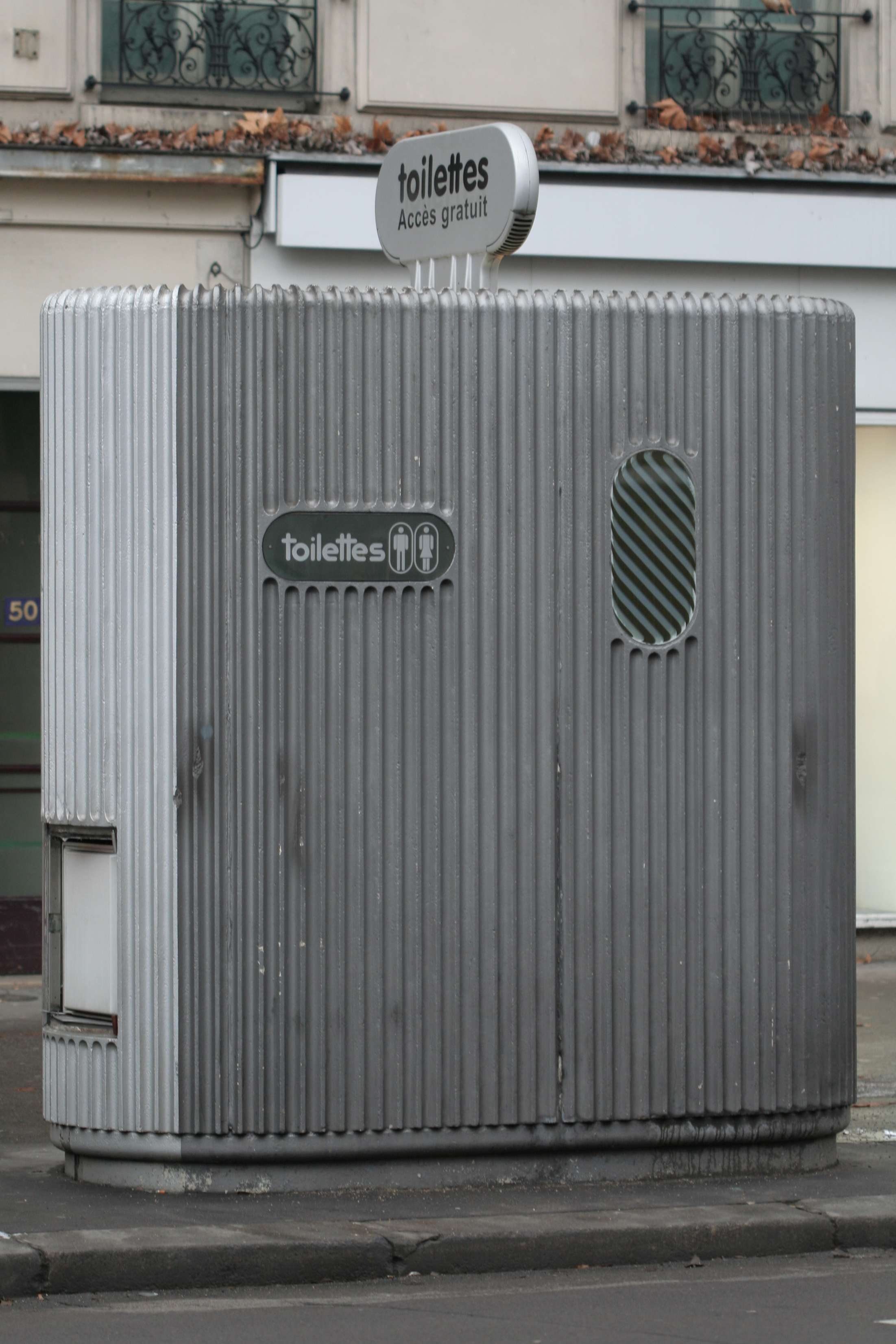
Una sanisette di prima generazione a Parigi, avenue du Général Leclerc (ora sostituita da modello più moderno)

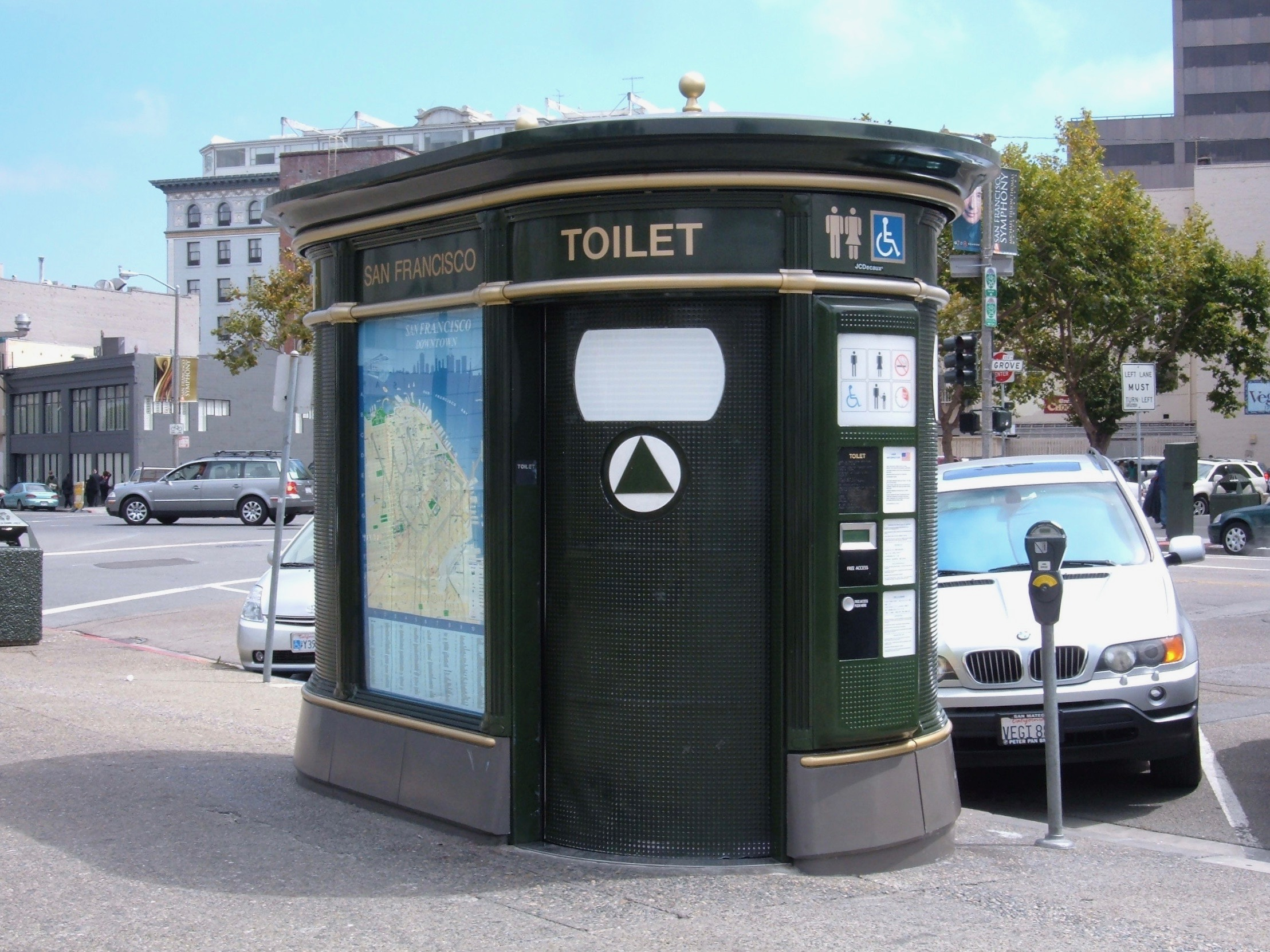
Una sanisette di seconda generazione a San Francisco

Le sanisettes (anche Vespasiani) sono toilette pubbliche gratuite installate in modo diffuso nella città francese di Parigi, dove se ne contano più di 400. Vi sono apparse negli anni ottanta in sostituzione dei vecchi vespasiani, la prima fu inaugurata il 10 novembre 1981. «Sanisette» è in realtà un marchio depositato della società JCDecaux, una multinazionale francese.

## Caratteristiche tecniche
La porta d'ingresso è automatica (dall'interno l'apertura è anche manuale). All'esterno vi sono istruzioni scritte in più lingue e una pulsantiera, con spie luminose di diverse colorazioni, che informano gli utenti sulla fase in cui si trova la toilette: occupata, in corso di pulizia, mentre quella verde ne segnala la disponibilità all'immediato accesso, che si ottiene pigiando un pulsante. 
All'interno le istruzioni sono scritte e sonore e l'attrezzatura prevede, oltre a un comodo wc, un piccolo lavabo e un corredo di carta igienica e sapone. Ci sono anche appendiabiti e uno specchio. 
Alle pareti esterne, si trovano applicate mappe viarie della zona con l'indicazione "voi siete qui" nonché quelle della Metro, dei Bus urbani e della RER. Sempre all'esterno è collocato un rubinetto con acqua potabile accessibile a tutti.

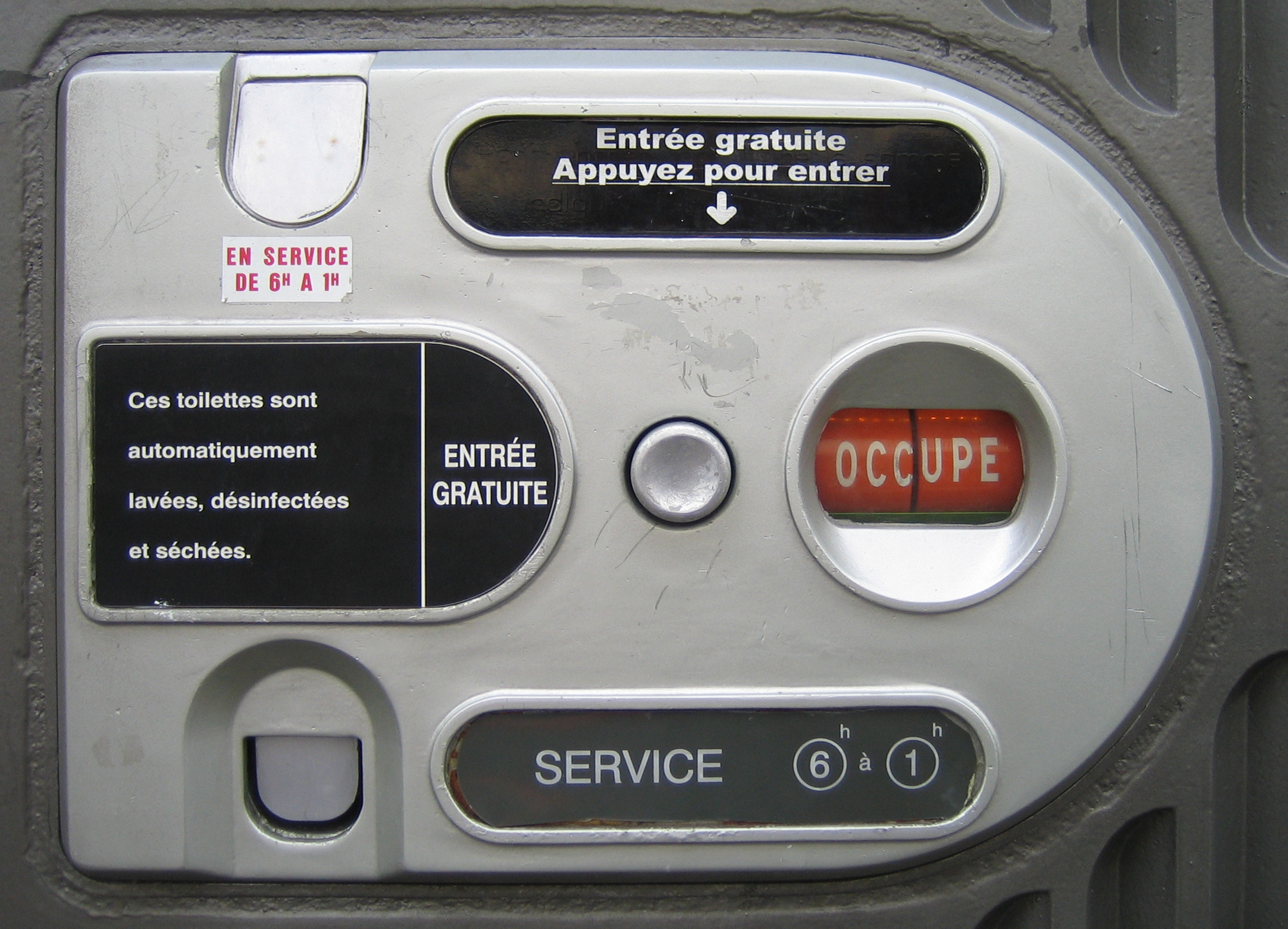
La pulsantiera di comando

## Accessibilità
L'utilizzo ai minori di dieci anni è consentito solo se accompagnati da un adulto.
Le sanisette di ultima generazione sono accessibili anche ai soggetti con sedia a rotelle, e le istruzioni esterne sono scritte anche in braille.

## Gestione sostenibile
La loro pulizia totale, pavimento incluso, avviene automaticamente dopo ogni utilizzo e sterilizza totalmente la toilette. Una sterilizzazione esterna a getto viene periodicamente effettuata più volte la settimana.